# ピアノ小品
ピアノ小品（ピアノしょうひん、ドイツ語: Klavierstück, 英語: Piano Piece）とは、ピアノのための小規模な音楽作品のこと。ピアノ小品を集めた楽譜やレコード、CDなどは便宜的に「ピアノ小品集 (ドイツ語: Klavierstücke, 英語: Piano Pieces)」と題される。

## 歴史
ピアノ小品とは、ピアノソナタ、変奏曲、鍵盤楽器のための前奏曲とフーガのどれにもなりえないジャンルとして始まった。その小品に適した曲名として「バガテル」あるいは「バガテレン」という曲種が誕生した。ベートーヴェンがこのジャンルで有名である。
その後、シューベルトの最晩年の「三つの小品」もヴァルター・ギーゼキングによって世界初録音がなされてから、多くのピアニストによって再評価されている。古典派晩期に、作曲家はソナタとしての性格の弱い楽曲をKlavierstückeと称して、バガテルという言葉をピアノに適用することは19世紀後半以降退潮した。
19世紀以降ピアノソナタの作曲量産には歯止めがかかり、リストとタールベルクは一作、ショパンやシューマンも数作しか作曲しなかった。その流れの中、やはり3曲しかソナタを完成させなかったブラームスがop.116-119のピアノ小品集を作曲、この小品集に至ってはブラームス本人は「ただまとめただけ」という評価だった。実際、出版社に題名のつけ方についてのブラームスからの問い合わせがある。しかし、この Klavierstücke という曲に題名がついておらず数詞だけついているジャンルがシェーンベルクによって拡張された。
第二次世界大戦後、カールハインツ・シュトックハウゼンは「Klavierstück」を番号つきのものは19曲作曲した。本人は「番号つき21曲セットの作曲」を望んだが果たせなかった。
20世紀後半から21世紀初頭にかけてもヴォルフガング・リーム、シュテッフェン・シュライエルマッハー、アート・オリファー・ジモン、パウル＝ハインツ・ディートリヒ、バベッテ・コブレンツはKlavierstückeあるいはKlavierstückを作曲していおり、現在でもKlavierstückと銘打つ作曲家はいなくなっていない。

## Klavierstückを作曲した人物
- フランツ・シューベルト
- ヨハネス・ブラームス
- アーノルト・シェーンベルク
- ヴォルフガング・リーム
- アート・オリファー・ジモン（ドイツ語版）
- シュテッフェン・シュライエルマッハー
- パウル＝ハインツ・ディートリヒ
- バベッテ・コブレンツ
- ヨハネス・クライドラー
- クラウス・キューンル（英語版）
- エルンスト・ヘルムート・フラマー(Ernst Helmuth Flammer[2])
- ベアート・フラー
- ラインハルト・フェーベル
- カールハインツ・シュトックハウゼン
- ディーター・マック[3]